# Европско првенство у фудбалу 2020 — група Д
Група Д на Европском првенству 2020. одржана је од 13. до 22. јуна 2021, на стадиону Вембли у Лондону и на Хемпден парку у Глазгову. У групи су играле Енглеска, Хрватска, Шкотска и Чешка. Двије првопласиране репрезентације пласирале су се међу најбољих 16, док су у елиминациону фазу прошле и четири најбоље трећепласиране репрезентације од укупно шест.
Побједник групе Д у осмини финала играо је против другопласираног из групе Ф, док је другопласирани из групе Д играо против другопласираног из групе Е. Трећепласирани из групе Д је могао у осмини финала да игра против побједника група Б, Ц и Е.
Енглеска је завршила на првом мјесту, са двије побједе и једним ремијем, док су Хрватска и Чешка освојиле по четири бода и имале су исту гол-разлику, али је Хрватска завршила на другом мјесту због више постигнутих голова. Чешка је завршила на трећем мјесту и пласирала се у елиминациону фазу као једна од најбољих трећепласираних репрезентација, а Шкотска је завршила на последњем мјесту, са једним освојеним бодом.

## Тимови
| Позиција на жријебу | Тим               | Шешир | Начин Квалификовања      | Датум Квалификовања | Укупно наступа | Последњи наступ | Најбољи резултат          | Квалификациони ренкинг Новембар 2019. | ФИФА ренкинг Јун 2021. | ФИФА ренкинг Јун 2021. |                   |                    |     |      |                                        |   |  |
| ------------------- | ----------------- | ----- | ------------------------ | ------------------- | -------------- | --------------- | ------------------------- | ------------------------------------- | ---------------------- | ---------------------- | ----------------- | ------------------ | --- | ---- | -------------------------------------- | - |  |
| Позиција на жријебу | Тим               | Шешир | Начин Квалификовања      | Датум Квалификовања | Укупно наступа | Последњи наступ | Најбољи резултат          | Д1                                    | Енглеска (домаћин)     | 1                      | Побједник Групе А | 14. новембар 2019. | 10. | 2016 | Треће мјесто (1968), полуфинале (1996) | 3 |  |
| Д2                  | Хрватска          | 2     | Побједник Групе Е        | 16. новембар 2019.  | 6.             | 2016            | Четвртфинале (1996, 2008) | 10                                    |                        |                        |                   |                    |     |      |                                        |   |  |
| Д3                  | Шкотска (домаћин) | 4     | Побједник плеј офа Пут Ц | 12. новембар 2020.  | 3.             | 1996            | Групна фаза (1992, 1996)  | 29                                    |                        |                        |                   |                    |     |      |                                        |   |  |
| Д4                  | Чешка             | 3     | Другопласирани у Групи А | 14. новембар 2019.  | 10.            | 2016            | Побједник 1976            | 18                                    |                        |                        |                   |                    |     |      |                                        |   |  |

## Резултати

### 1 коло

#### Енглеска — Хрватска
| Енглеска | 1 : 0     | Хрватска |
| -------- | --------- | -------- |
|          | Извјештај |          |

| Енглеска | Хрватска |

#### Шкотска — Чешка
| Шкотска | 0 : 2     | Чешка |
| ------- | --------- | ----- |
|         | Извјештај |       |

| Шкотска | Чешка |

### 2 коло

#### Хрватска — Чешка
| Хрватска | 1 : 1     | Чешка |
| -------- | --------- | ----- |
|          | Извјештај |       |

| Хрватска | Чешка |

#### Енглеска — Шкотска
| Енглеска | 0 : 0     | Шкотска |
| -------- | --------- | ------- |
|          | Извјештај |         |

| Енглеска | Шкотска |

### 3 коло

#### Хрватска — Шкотска
| Хрватска | 3 : 1     | Шкотска |
| -------- | --------- | ------- |
|          | Извјештај |         |

| Хрватска | Шкотска |

#### Чешка — Енглеска
| Чешка | 0 : 1     | Енглеска |
| ----- | --------- | -------- |
|       | Извјештај |          |

| Чешка | Енглеска |

## Табела и статистика
| Мјесто | Екипа    | Играно | Победа | Неријешено | Пораза | Дао гол. | При. гол. | Гол-разлика | Бодови |
| ------ | -------- | ------ | ------ | ---------- | ------ | -------- | --------- | ----------- | ------ |
| 1.     | Енглеска | 3      | 2      | 1          | 0      | 2        | 0         | +2          | 7      |
| 2.     | Хрватска | 3      | 1      | 1          | 1      | 4        | 3         | +1          | 4      |
| 3.     | Чешка    | 3      | 1      | 1          | 1      | 3        | 2         | +1          | 4      |
| 4.     | Шкотска  | 3      | 0      | 1          | 2      | 1        | 5         | -4          | 0      |